# Джамейка-Сентер — Парсонс — Арчер (Нью-Йоркское метро)
| Верхний ярус |
| E · E        |
| E            |
|              |
|              |
| E            |

| E |
|   |
|   |
| E |

| Нижний ярус   |
| J · Z · J · Z |
| J · Z         |
|               |
|               |
| J · Z         |

| J · Z |
|       |
|       |
| J · Z |

| Верхний ярус |
| E · E        |
| E            |
|              |
|              |
| E            |

| E |
|   |
|   |
| E |

| Нижний ярус   |
| J · Z · J · Z |
| J · Z         |
|               |
|               |
| J · Z         |

| J · Z |
|       |
|       |
| J · Z |

«Джамейка-Сентер — Парсонс — Арчер» (англ. Jamaica Center–Parsons/Archer) — станция Нью-Йоркского метрополитена, расположенная на линиях Арчер-авеню, Би-эм-ти, и Арчер-авеню, Ай-эн-ди. Находится в Куинсе, в округе Джамейка, на пересечении Бульвара Парсонс и Арчер-авеню. Станция двухуровневая, подземная. Верхний и нижний уровни идентичны — одна островная платформы и два пути. Из-за того что поезда Би-эм-ти короче, чем Ай-эн-ди (а платформы обоих уровней подогнаны под Ай-эн-ди), небольшой участок нижней платформы отделён стеной во избежание несчастных случаев. На станции останавливаются маршруты: E (круглосуточно), J (круглосуточно) и Z (в часы пик в пиковом направлении). Через верхний уровень станции проходят поезда маршрута E, а через нижний — маршрутов J и Z. Станция является северной конечной для всех маршрутов. Это важный пересадочный пункт между метро и автобусами Восточного Куинса.
Станция имеет два выхода. Первый выход находится с северного конца платформ, представлен турникетным залом в мезонине над верхней платформой и эскалаторами. Имеется также лифт для пассажиров-инвалидов. Этот выход приводит к перекрёстку Бульвара Парсонс и Арчер-авеню. Второй выход находится в центре платформ. Он, как и первый, состоит из мезонина и эскалаторов. Этот выход приводит к Арчер-авеню и используется меньше, чем первый, поскольку здесь нет поблизости автобусных остановок. Имеется также одна лестница к перекрёстку Арчер-авеню и 153-й улицы.
К северо-востоку от станции (с точки зрения железнодорожных направлений здесь это север) все пути заканчиваются тупиками. Эти «продления за станцию» представляют собой будущую трассу до станции 190-я улица — Холлис-авеню (нижний уровень). Продление верхнего уровня возможно по улице в Восточный Куинс, однако никакого строительства метро здесь не планируется.